# Alvaredo
Alvaredo is een plaats (freguesia) in de Portugese gemeente Melgaço en telt 614 inwoners (2001).

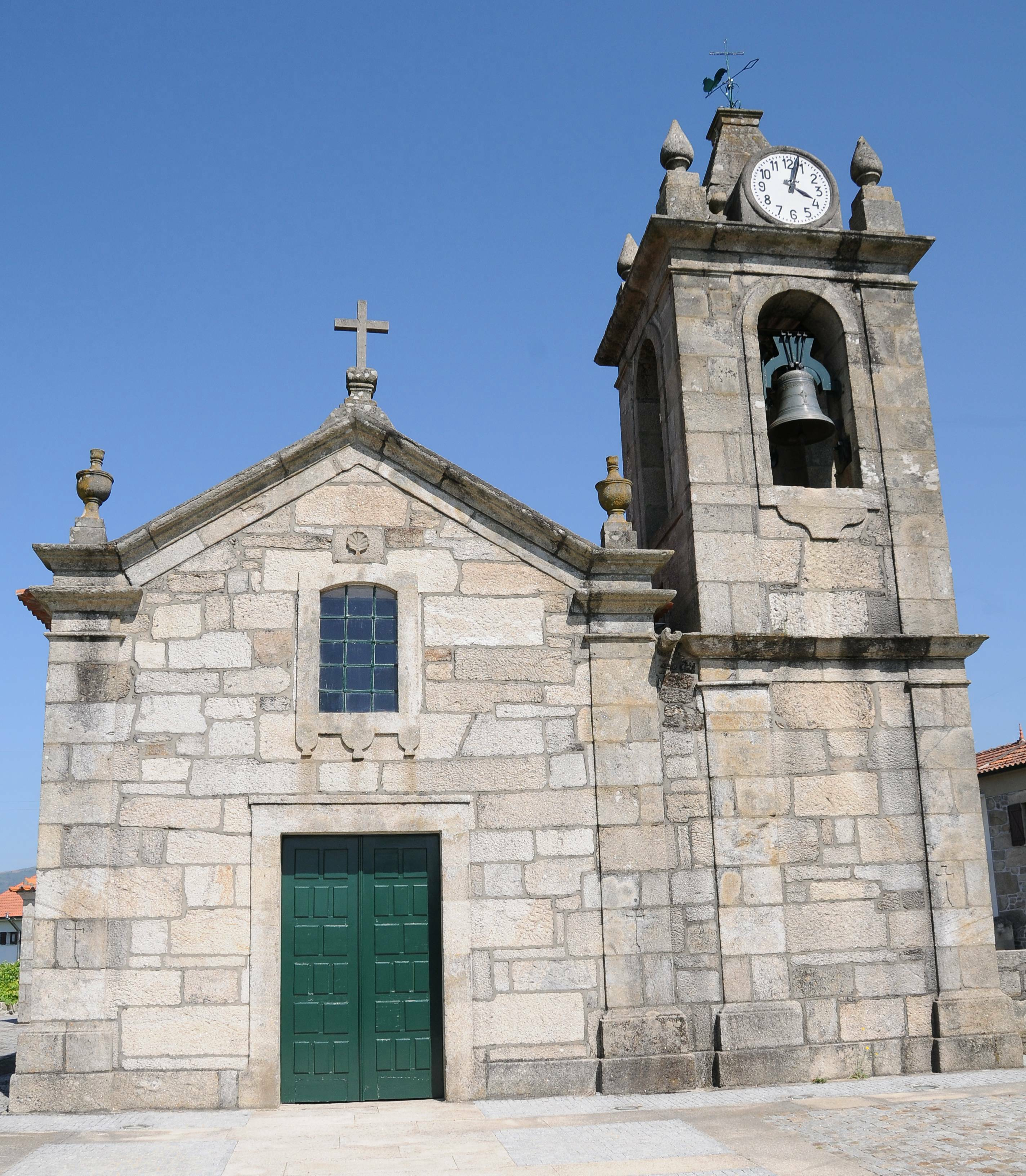